# روث رولند نیکولز
روث رولند نیکولز (انگلیسی: Ruth Rowland Nichols; ۲۳ فوریهٔ ۱۹۰۱ – ۲۵ سپتامبر ۱۹۶۰) یک خلبان اهل ایالات متحده آمریکا و از پیشگامان این صنعت بود. او رکورددار جهانی سرعت، ارتفاع و فاصله هم‌زمان در بین خلبانان زن است. وی در طول دوران خلبانی حرفه‌ای، پرواز با انواع هواگردها را تجربه کرد. هواگردهایی مانند: کشتی هوایی، گلایدر، هواچرخ، هواپیمای آب‌نشین، هواپیمای دوباله، هواپیمای سه باله، هواپیمای حمل و نقل و هواپیماهای جت مافوق صوت. نیکولز پس از مرگ به عضویت تالار مشاهیر ملی هوانوردی در سال ۱۹۹۲ پذیرفته شد.
او که به افسردگی شدید مبتلا بود بر اثر مصرف بیش از حد باربیتورات‌ها در تاریخ:۲۵ سپتامبر ۱۹۶۰در خانه‌اش در نیویورک درگذشت و در گورستان وودلان، برانکس، نیویورک دفن شد.